# Irene Salemka
Irene Salemka   (Friedensfeld, 3 d'octubre de 1928 - Collingwood, 27 d'agost de 2017) va ser una soprano operística canadenca. Va aparèixer a teatres d'òpera del Canadà i Europa, especialment a Alemanya a l'Òpera Estatal de Frankfurt, on va cantar els papers principals de moltes òperes.

## Biografia
Irene Salemka va néixer a Friedensfeld, a la província de Manitoba del Canadà. La seva família es va traslladar a Weyburn, a la província de Saskatchewan, on el seu pare era ministre luterà. Irene va estudiar cant a Weyburn i a Regina, una població també de Saskatchewan, i va guanyar el 1953 un premi al concurs Singing Stars of Tomorrow (estrelles del cant del futur) de Ràdio CBC. Abans, el 1952 havia participat en els Festivals de Mont-real, en el paper de Juliette de l'òpera Roméo et Juliette de Charles Gounod. El seu debut amb la Companyia d'Òpera Canadenca (Canadian Opera Company) va tenir lloc el 1953, en el paper principal de l'òpera Madama Butterfly de Giacomo Puccini.
Posteriorment, va estudiar cant amb Hans Löwlein a Alemanya. De 1956 a 1964 va ser soprano prioncipal a l'Òpera Estatal de Frankfurt, on va actuar en òperes com ara Madama Butterfly, Pelléas et Mélisande de Claude Debussy (com a Mélisande), Gianni Schicchi de Pucini (Lauretta), Der Rosenkavalier de Richard Strauss (Sophie) i La flauta màgica de W. A. Mozart (Pamina).
Salemka va aparèixer amb altres companyies d'òpera: amb la Canadian Opera Company a Les noces de Fígaro de Mozart com a Susanna el 1960, i com a Hanna Glawari a l'opereta Die Lustige Witwe (en alemany, La vídua alegre) de Franz Lehárel 1973; el 1961 va fer el seu debut a la Royal Opera House, al Covent Garden de Londres, en l'òpera de Benjamin Britten A Midsummer Night's Dream (El somni d'una nit d'estiu, com a Helena). També va actuar a Stuttgart, Viena, Nàpols, Milà, París i Basilea.
La seva veu va ser descrita a The Times de Londres com a "suau però poderosa i sempre perfectament controlada".
El 1977 a Toronto es va casar amb James McGillivray.
Des de 1991 Irene Salemka va viure a Collingwood, Ontario. Va morir en aquesta ciutat el 27 d'agost de 2017, a 86 anys.